# 红单胞菌属
红单胞菌属（学名Erythromonas）含细菌叶绿素的专性好氧菌，是鞘脂单胞菌科的一属革兰氏阴性菌。细胞呈卵形。该属的模式种为红单胞菌（Erythromonas ursincola）。

## 下属物种
本属包括以下物种：
- 红单胞菌 Erythromonas ursincola Yurkov, Stackebrandt and Buss, 1994 [1]